# 日本動畫人展覽會
日本動畫人展覽會（日語：日本アニメ（ーター）見本市）為多玩國與Khara共同企劃之短篇動畫系列，動畫類型不限，有原創動畫、外傳動畫、宣傳動畫和音樂動畫等。

## 過程

### 2014
- 導演宮崎駿為企劃題字，製作人鈴木敏夫為題字上色。聲優由山寺宏一與林原惠擔任全部配音。
- 11月7日開始，在每週的星期五，以每週一話公開播放。
- 11月10日開始，在每週的星期一晚上10時，在Niconico生放送以標題，播出由製作人員解說作品製作過程之直播。
- 12月9日，公怖將在2015年1月23日開始在日本環球影城上映企劃中的作品。[1]
- 12月22日，在「dwango.jp」、「iTunes」、「RecoChoku」網絡音樂平台上，發怖了企劃中相關的樂曲。[2]

### 2015
- 1月16日開始，將會陸續在網上商店EVANGELION STORE和位於日本東京都豐島區東池袋的EVANGELION STORE TOKYO-01商店，販賣企劃中相關作品的T恤。[3]
- 1月23日至2月28日期間，在日本環球影城的廳，舉行名為的上映活動，挑選現時企劃中已公開之作品上映。[4]

### 2016
- 10月26日，《機動警察パトレイバーREBOOT》藍光作爲OVA在日本發售，除10分鐘本篇外，收錄了約30分鐘的預告片、配樂錄製現場花絮和製作人員座談會等影像特典，以及一條製作人員評論音軌。

### 2017
- 2月18日，電視動畫版《龍的牙醫》在日本于NHK BS Premium频道開始播出。

### 2018
- 1月24日，電視動畫版《龍的牙醫》藍光特別版在日本發售，于第四張碟中收錄了除《ヤマデロイド》《安彦良和・板野一郎原撮集》《機動警察パトレイバーREBOOT》以外的《日本動畫人展覽會》全部作品。

## 故事

### 「見本市」
| 話數    | 公開日期                            | 日文標題                                 | 導演               | 劇本              | 製作人員 |
| 1st系列 | 1st系列                             | 1st系列                                  | 1st系列            | 1st系列           | 1st系列 |
| ------- | ----------------------------------- | ---------------------------------------- | ------------------ | ----------------- | --- |
| 1       | 2014年11月7日                       | 龍的牙醫                                 | 舞城王太郎         | 舞城王太郎        | 動畫監督：鶴卷和哉 人物設計：小坂泰之 動畫人物設計、作畫監督：龜田祥倫 音樂：小山嘉嵩                                                                                 |
| 2       | 2014年11月14日                      | HILL CLIMB GIRL                          | 谷東               | －                | 3D監督：宮城健 人物設計：米山舞 |
| 3       | 2014年11月21日                      | ME!ME!ME!                                | 吉崎響             | －                | 音樂：「ME!ME!ME! feat. daoko」 TeddyLoid 人物設計、作畫監督：井關修一                                                                                                |
| 4       | 2014年11月28日                      | Carnage                                  | 本間晃             | 田中隼人          | 原案、分鏡、人物設計：本間晃 音樂：星野純一 |
| 5       | 2014年12月5日                       |                                          | －                 | －                | 版面設計、原畫、作畫修正：安彦良和、板野一郎 構成、編集：庵野秀明 監修：冰川龍介                                                                                      |
| 6       | 2014年12月12日                      |                                          | 前田真宏、本田雄   | －                | 分鏡、演出：前田真宏 原案、人物設計 ：本田雄 音樂：矢野博康 吉他：松江潤、大提琴：徳澤青弦                                                                            |
| 7       | 2014年12月19日                      | until You come to me.                    | 平松禎史           | －                | 原作：庵野秀明 美術：串田達也 音樂：鷺巢詩郎 |
| 8       | 2015年1月9日                        |                                          | 林明美             | －                | 概念圖、設計：品川宏樹 作畫監督：戸田さやか 音樂：Avaivartika |
| 9       | 2015年1月16日                       | boys invent great hero 電光超人古立特    | 雨宮哲             | －                | 人物設計：芳垣祐介 動畫制作：TRIGGER |
| 10      | 2015年1月23日                       |                                          | 堀内隆、江本正弘   | －                | 監修：板野一郎 原案：堀內隆 人物設計、演出、作畫監督：江本正弘 機械設計：道解慎太郎 動畫制作：Graphinica                                                              |
| 11      | 2015年1月30日                       | POWER PLANT No.33                        | 吉浦康裕           | 吉浦康裕          | 原案：吉浦康裕 原案、怪獸與機械人設計、美術監督：金子雄司 人物設計、作畫監督：齊藤健吾 動畫制作：六花工作室、TRIGGER                                                  |
| 12      | 2015年2月6日                        | evangelion:Another Impact(Confidential)  | 荒牧伸志           | －                | Another Eva設計：竹內敦志 CG監督：松本勝 動畫制作：SOLA DIGITAL ARTS、STEVE N' STEVEN（スティーブンスティーブン）                                                     |
| 2nd系列 |                                     |                                          |                    |                   | |
| 13      | 2015年3月13日                       | Kanón                                    | 前田真宏           | 前田真宏          | 原作：Karel Čapek 《Adam stvořitel》 舞台演出：吉崎響 道具：串田達也 人物設計：前田真宏、井關修一                                                                     |
| 14      | 2015年3月20日                       | SEX and VIOLENCE with MACHSPEED          | 今石洋之           | －                | 分鏡：今石洋之 設計、故事原案：コヤマシゲト、今石洋之、若林廣海 動畫制作：TRIGGER 音樂：Attack The Music                                                              |
| 15      | 2015年3月27日                       |                                          | コヤマシゲト       | －                | 原作：草野剛、コヤマシゲト 演出：若林広海 |
| 16      | 2015年4月3日                        |                                          | 水野貴信           | 須田剛一（GhM）   | 原作：須田剛一（GhM） 人物設計：桟敷大祐 音樂：Norihito Ogawa 動畫制作：神風動画                                                                                      |
| 17      | 2015年4月10日                       |                                          | うつのみや理       | うつのみや理      | 分鏡、作畫監督：うつのみや理 動畫制作：Khara |
| 18      | 2015年4月17日                       |                                          | 川村真司 （PARTY） | 川村真司          | 原作：安野夢洋子 動畫作畫：Khara 定格動畫：ドワーフ 音樂：インビジブルデザインズラボ 制作：太陽企畫                                                                   |
| 19      | 2015年4月24日                       | I can Friday by day!                     | 鶴卷和哉           | ウエダハジメ      | 分鏡：鶴卷和哉 原作：ウエダハジメ 人物設計：竹 動畫人物設計、作畫監督：すしお 機械設計：渭原敏明 音樂：「I can Friday by day!」 作詞、作曲、編曲：SiN 演唱：Neko Jump |
| 20A     | 2015年1月30日                       | ME!ME!ME! CHRONIC feat.daoko / TeddyLoid | 吉崎響             | －                | VJ：吉崎響、sankaku△、flapper3、Khara |
| 20B     | 2015年1月30日                       | （Making of ）evangel ion:Another Impact | －                 | －                | 編輯、演出：松本勝 企劃：荒牧伸志 製作捲軸提供：米岡馨、清水智弘 音樂：鷺巢詩郎 調音：山田陽、八卷大樹 線上編輯：李英美                                               |
| 21      | 2015年5月8日                        |                                          | 山下いくと         | 山下いくと        | 原作、構圖、分鏡、人物&機械設計：山下いくと 動畫監督、分鏡：古橋一浩 動畫人物和機械設計、機械作畫監督：金世俊 人物作畫監督：寺岡巖 音樂：SiN                          |
| 22      | 2015年5月15日                       | イブセキ ヨルニ                          | 平松禎史           | 平松禎史          | 原作：さかき漣 / 「」PHP研究所 美術：串田達也 音樂：鷺巣詩郎 R-18作品                                                                                                 |
| 23      | 2015年5月22日                       |                                          | －                 | －                | 原作：安野夢洋子 音樂：鷺巢詩郎 制作：コルク |
| 24      | 2015年5月29日                       |                                          | 鬼塚大輔           | 鬼塚大輔          | 原作、分鏡：鬼塚大輔 原作、構圖、甲冑設計：前田真宏 人物原案：鶴卷和哉 人物設計、作畫監督：井関修一 機械設計：高倉武史                                                |
| 3rd系列 |                                     |                                          |                    |                   | |
| 25      | 2015年7月25日（戲院） 2015年7月31日 |                                          | 舞城王太郎         | 舞城王太郎        | 原作、分鏡：舞城王太郎 動畫監督、分鏡、人物設計：前田真宏 人物設計、作画監督：恩田尚之 音樂：小山嘉嵩                                                                 |
| 26      | 2015年7月25日（戲院） 2015年8月7日  |                                          | 中澤一登           | 中澤一登 瀬古浩司 | 人物設計、原畫：中澤一登 |
| 27      | 2015年7月25日（戲院） 2015年8月14日 |                                          | なかむらたかし     | なかむらたかし    | 原作：なかむらたかし 動畫制作：Studio Colorido |
| 28      | 2015年8月21日                       | ENDLESS NIGHT                            | 山本沙代           | －                | 人物設計：上條淳士 作畫監督：安彦英二 編舞：宮本賢二 作詞、作曲：ナカムラヒロシ（i-dep） 演唱：小松未可子                                                             |
| 29      | 2015年8月1日（戲院） 2015年8月28日  |                                          | 吉浦康裕           | 吉浦康裕          | 原作：吉浦康裕 人物設計、作畫監督：碇谷敦 動畫制作：六花工作室、TRIGGER                                                                                               |
| 30      | 2015年8月1日（戲院） 2015年9月4日   |                                          | 橫山彰利           | 横山彰利          | 人物設計、作畫監督：森久司 原作者：圓谷製作 漫畫：内山まもる 「ザ・ウルトラマン」                                                                                     |
| 31      | 2015年9月11日                       | GIRL                                     | 吉崎響             | －                | 原作、分鏡：吉崎響 人物設計、作畫監督：井関修一 構圖：品川宏樹 音樂：作詞：DAOKO 作曲：小島英也（ORESAMA）、DAOKO 編曲：小島英也（ORESAMA） 動畫制作：Khara           |
| 32      | 2015年9月18日                       |                                          | 櫻木優平           | 櫻木優平          | 人物設計：西田亞沙子 音樂：buzzG／演唱：加隈亞衣 動畫制作：STEVE N' STEVEN                                                                                            |
| 33      | 2015年9月25日                       |                                          | 片山一良           | 片山一良          | 原案：片山一良 機器人設計：出渕裕 人物設計：高遠るい 作畫監督：小曾根正美 動畫制作：Bridge                                                                            |
| 34      | 2015年10月2日                       |                                          | 沖浦啓之           | 沖浦啓之          | 原案・人物設計、作畫監督：沖浦啓之 作畫監督：本田雄 |
| 35      | 2015年10月9日                       |                                          | 小林浩康           | 榎户洋司          | 原作：小林浩康 美術指導、人物設計：コヤマシゲト 機械設計：高倉武史 畫面分鏡：摩砂雪 動畫：工作室色彩技術部門                                                          |
| EXTRA   |                                     |                                          |                    |                   | |
| EX      | 2016年10月15日                      |                                          | 吉浦康裕           | 伊藤和典 吉浦康裕 | 原作：HEADGEAR 分鏡、演出、攝影監督、編輯：吉浦康裕 人物原案：結城正美 動畫人物設計、作畫監督：淺野直之 機器設計：出渕裕 音樂：川井憲次                               |

### 「見本市-同トレス-」
主持：山田幸美、冰川龍介 (明治大學研究所 客座教授，動畫特攝・研究家)
| 集數       | 解說話數 | 公開日期                | 解說作品                                                                                         | 嘉賓 |         |
| 1st系列    | 1st系列  | 1st系列                 | 1st系列                                                                                          | 1st系列 | 1st系列 |
| ---------- | -------- | ----------------------- | ------------------------------------------------------------------------------------------------ | --- | ------- |
| 1          | 1        | 2014年11月10日          | 龍の歯医者                                                                                       | 企劃：庵野秀明 動畫監督：鶴巻和哉 動畫人物設計、作畫監督：亀田祥倫 |         |
| 2          | 2        | 2014年11月17日          | HILL CLIMB GIRL                                                                                  | 監督：谷東 3D監督：宮城健 |         |
| 3          | 3        | 2014年11月24日          | ME!ME!ME!                                                                                        | 監督：吉崎響 人物設計、作画監督：井関修一 音樂：TeddyLoid |         |
| 4          | 4        | 2014年12月1日           | Carnage                                                                                          | 監督、原案、分鏡、人物設計、原畫：本間晃 腳本：田中隼人 音樂：星野純一                                                                                                 |         |
| 5          | 5        | 2014年12月8日           | 安彦良和・板野一郎原撮集                                                                         | 構成・編集：庵野秀明 監修：冰川龍介 |         |
| 6          | 6        | 2014年12月15日          | 西荻窪駅徒歩20分2LDK敷礼2ヶ月ペット不可                                                          | 監督、分鏡、演出：前田真宏 監督、原案、人物設計：本田雄 片尾曲：『中央線』Sotte Bosse                                                                                  |         |
| 7          | -        | 2014年12月22日          | until You come to me.                                                                            | 沒有第7話之解說， 播出第1話至第6話解說片段摘要與第8話預告。 |         |
| 8          | 8        | 2015年1月12日           | そこからの明日。                                                                                 | 監督：林明美 概念圖、設計：品川宏樹 作畫監督：戸田さやか 音樂：Avaivartika                                                                                             |         |
| 9          | 8        | 2015年1月19日           | 電光超人グリッドマン boys invent great hero                                                      | 監督：雨宮哲 人物設計：芳垣祐介 |         |
| 10         | 10       | 2015年1月26日           | ヤマデロイド                                                                                     | 監督、原案：堀内隆 監督、人物設計、演出、作畫監督：江本正弘 製作擔當：西川真剛                                                                                         |         |
| 11         | 11       | 2015年2月2日            | POWER PLANT No.33                                                                                | 原案：吉浦康裕 原案、怪物與機械人設計、美術監督：金子雄司 人物設計、作畫監督：齊藤健吾                                                                                 |         |
| 12         | 12       | 2015年2月9日            | evangelion:Another Impact(Confidential)                                                          | 監督：荒牧伸志 CG監督：松本勝 製作人：石井朋彦 |         |
| 2nd系列    |          |                         |                                                                                                  | |         |
| 13         | -        | 2015年3月9日            | 2nd系列開始特輯 1st系列的感想。 2nd系列的介紹。 日本アニメ（ーター）見本市OP募集企劃的結果發表。 | 前田真宏 鶴卷和哉 樋口真嗣 出渕裕 |         |
| 14         | 13       | 2015年3月16日           | Kanón                                                                                            | 監督、脚本、分鏡：前田真宏 舞台演出：吉崎響 音樂：黒瀧節也 音響監督：山田陽                                                                                            |         |
| 15         | 14       | 2015年3月23日           | SEX and VIOLENCE with MACHSPEED                                                                  | 原作、監督：今石洋之 設計、故事原案：コヤマシゲト、若林広海 |         |
| 16         | 15       | 2015年3月30日           | おばけちゃん                                                                                     | 原作、分鏡、人物設計、作畫監督、原畫、監督：コヤマシゲト 演出：若林広海（TRIGGER） 原作、字幕：草野剛 技術作畫管理、攝影監督：山田豊徳 CG：釣井省吾、小林浩康（Khara） |         |
| 17         | 16       | 2015年4月6日            |                                                                                                  | 監督：水野貴信 原作、腳本：須田剛一 斯賓塞動畫：AC部（安達亨、板倉俊介） 音樂：Norihito Ogawa                                                                          |         |
| 18         | 17       | 2015年4月13日           |                                                                                                  | 監督、腳本、分鏡、作畫監督：うつのみや理 作畫監督輔佐：西尾鐵也 |         |
| 19         | 18       | 2015年4月20日 ※晚上21時 | オチビサン                                                                                       | 監督：川村真司 美術、製片人：相原幸絵 定格動畫 製片人：前坂栄司 定格動畫 動畫師：根岸純子 定格動畫 攝影監督：杉木完 作曲家：松尾謙二郎、中村優一                       |         |
| 20         | 19       | 2015年5月4日            | I can Friday by day!                                                                             | 監督、分鏡：鶴卷和哉 動畫設計、作畫監督：すしお 音樂：SiN |         |
| 21         | 21       | 2015年5月11日           |                                                                                                  | 監督：山下いくと 機械作畫監督：金世俊 音樂：SiN |         |
| 22         | 22       | 2015年5月18日           | イブセキ ヨルニ                                                                                  | 監督、腳本：平松禎史 原作：さかき漣 藤井聡（京都大學大學院工學研究科教授）                                                                                             |         |
| 23         | 23       | 2015年5月25日           |                                                                                                  | 佐渡島庸平（株式会社コルク 執行董事總經理） 吉田朗（株式会社シュークリーム 董事長）                                                                                    |         |
| 24         | 24       | 2015年6月1日            |                                                                                                  | 監督：鬼塚大輔 CGI監督：鈴木貴志 副監督：松井祐亮 造型擔當：鹿野文浩                                                                                                   |         |
| 3rd系列    |          |                         |                                                                                                  | |         |
| 25         | 25       | 2015年8月3日            | ハンマーヘッド                                                                                   | 動畫監督：前田真宏 作畫監督：恩田尚之 原畫：伊藤秀次 |         |
| 26         | 26       | 2015年8月10日           | コント（ころしや）1989                                                                           | 音樂制作：島居理恵 |         |
| 27         | 27       | 2015年8月17日           | ブブとブブリーナ                                                                                 | 監督：なかむらたかし 動畫檢查：村田充範 |         |
| 28         | 28       | 2015年8月24日           | ENDLESS NIGHT                                                                                    | 監督：山本沙代 人物設計：上條淳士 作畫監督：安彦英二 |         |
| 29         | 29       | 2015年8月31日           |                                                                                                  | 原作、腳本、監督：吉浦康裕 人物設計、作畫監督：碇谷敦 |         |
| 30         | 30       | 2015年9月7日            | ザ・ウルトラマン                                                                                 | 監督：横山彰利 音響監督：山田陽 制作擔當：杉谷勇樹 |         |
| 31         | 31       | 2015年9月14日           | GIRL                                                                                             | 原作、分鏡、監督：吉崎響 人物設計、作畫監督：井関修一 音樂：DAOKO |         |
| 32         | 32       | 2015年9月21日           |                                                                                                  | 腳本、監督：櫻木優平 主要製作師：川崎司 美術監督：渡邊洋一 主題歌「」作曲、編曲、吉他：buzzG                                                                           |         |
| 33         | 33       | 2015年9月28日           |                                                                                                  | 原作、腳本、監督、 美術設定、分鏡、演出：片山一良 |         |
| 34         | 34       | 2015年10月5日           |                                                                                                  | 原作、腳本、監督、 人物設計、作畫監督：沖浦啓之 作畫監督・原畫：本田雄 片尾主題曲「Robo La Bamba」編曲、合唱：James Panda Jr.                                          |         |
| 35         | 35       | 2015年10月12日          | カセットガール                                                                                   | 原作、監督：小林浩康 美術指導、人物設計：コヤマシゲト 腳本：榎戸洋司 CGI作畫監督：松井祐亮 特效動畫師：仲眞良一 企劃協力：鶴卷和哉                                     |         |
| 電視動畫版 |          |                         |                                                                                                  | |         |
| 36         | －       | 2017年3月29日           |                                                                                                  | 監督：鶴卷和哉 腳本：榎戸洋司 人物設計・作畫監督：井関修一 演出：吉崎響 音樂：ナカムラヒロシ（i-dep）                                                                  |         |

## 書籍
- 發售日：2016年7月29日、出版社：グラウンドワークス、ISBN 978-4-90-5033-09-7
- 發售日：2016年7月29日、出版社：グラウンドワークス、ISBN 978-4-90-5033-10-3
- 發售日：2016年10月20日、出版社：グラウンドワークス、ISBN 978-4-90-5033-11-0
- 發售日：2017年5月12日、出版社：グラウンドワークス、ISBN 978-4-90-5033-15-8
- 發售日：2018年6月12日、出版社：グラウンドワークス、ISBN 978-4-90-5033-17-2

## 外部連結
- . （原始内容存档于2018-12-30） （日语）.
- 官方的X（前Twitter）（日語）